# À chacun sa vérité (pièce de théâtre)
Così è (se vi pare)
Pour les articles homonymes, voir À chacun sa vérité.
À chacun sa vérité (Così è (se vi pare) en version originale), également titrée Chacun sa vérité en français, est une pièce de théâtre en trois actes de Luigi Pirandello tirée de la nouvelle La signora Frola ed il signor Ponza, suo genero et créée le 18 juin 1917 au Teatro Olimpia de Milan.

## Argument
Dans une petite ville, une famille a un comportement étrange. Le gendre de Mme Frola, M. Ponza, explique que sa belle-mère est devenue folle à cause de la mort de sa fille, sa première épouse. Dans sa confusion, la belle-mère considère que sa deuxième épouse est sa fille.
Or, Mme Frola affirme de son côté que son beau-fils n'a pas reconnu sa femme après un séjour dans un asile psychiatrique. Un deuxième mariage avec la même femme a alors été fait pour le calmer.
M. Ponza et Mme Frola fournissent chacun des explications plausibles pour étayer leur version des faits, mais la communauté de la petite ville exige bientôt de savoir à quoi s'en tenir, qu'on lui précise qui dit vrai. Cependant, Lamberto Laudisi les encourage tous à y voir clair, tout en soutenant les deux versions, ce qui rend la situation particulièrement absurde et tendue.